# Dolná Lehota
Dolná Lehota (in tedesco Petershau; in ungherese Alsószabadi) è un comune della Slovacchia facente parte del distretto di Brezno, nella regione di Banská Bystrica.

## Storia
Nei documenti antichi, il villaggio è menzionato per la prima volta nel 1380 quando fu donato da re Luigi I d'Ungheria a Petricius di Predajná, signore della regione di Ľupča. Successivamente passò in eredità alla locale curia. 
È citato nel 1424 con il nome di Petwrlehota, nel 1455 come Lehota Petri, nel 1464 come Petrik Lehathaya, nel 1528 come Inferior Lehotha e nel 1536 come Lehotka.